# Onkel Kånkels underbara värld
Onkel Kånkels underbara värld är ett studioalbum från 1993 av Onkel Kånkel and his kånkelbär. Hälften av låtarna är inspelade i mitten av 1980-talet och spreds ursprungligen, främst via unga män som delade sovlokal i lumpen, via kassettband.[källa behövs]

## Låtlista
1. "CP-Åke"
2. "Förkrympt gubbkuk av stål"
3. "Dagcenter Dance"
4. "Fem förkrümpta förhudar"
5. "Gaybusters"
6. "Poor Lonesome Kopojk"
7. "Pacemaker Twist"
8. "Ett glas champagne och en svettig hora"
9. "Göb göb göb"
10. "Gang Bang"
11. "Virile Bengt-Mårten"
12. "Pizzaman"
13. "Honolulu Homo"
14. "Onkel Kånkel Kånkelbär"
15. "Puttin' on the Fritz"
16. "Analcetifikatet"
17. "Orgier"
18. "Helmer tampongförtäraren"